# ひかりのまち/ラン・フリー (スワン・ダンスを君と)
『ひかりのまち/ラン・フリー（スワン・ダンスを君と）』（ひかりのまち/ラン・フリー スワン・ダンスをきみと）は、TOKIOの36作目のシングル。2007年3月28日にユニバーサルミュージックから発売された。

## 概要
前作『宙船/do! do! do!』から約7か月ぶりのCDシングルであり、前作と同じ両A面シングルである。表題曲の一つ「ひかりのまち」は、フジテレビ系テレビアニメ『スカルマン THE SKULL MAN』のオープニングテーマ、もう一つの表題曲「ラン・フリー (スワン・ダンスを君と)」は、フジテレビ系『世界フィギュア2007』のイメージソングとなっていた。表題曲2曲の作詞・作曲を甲斐よしひろが、編曲をSING LIKE TALKINGのギタリストの西村智彦が手掛けている。
通常盤（初回プレス含む）、初回盤A、初回盤Bの3種類で発売されており、初回盤Aには「ひかりのまち」のビデオクリップとメイキング映像が収録されたDVD、初回盤Bには「ラン・フリー (スワン・ダンスを君と)」のビデオクリップとメイキング映像が収録されたDVDがそれぞれ付属している。また、初回盤の収録曲にも違いがあり、初回盤Aと初回盤Bでは表題曲の収録順に、通常盤（初回プレス含む）のみカップリング曲の「Sweet Sick Honey」とBacking Trackが収録されている。
甲斐による表題曲2曲のセルフカバーが、甲斐バンドのオリジナルアルバム『目線を上げろ』に収録されている。

## 収録曲

### CD

#### 通常盤
1. ひかりのまち
作詞・作曲：甲斐よしひろ、編曲：西村智彦
  - フジテレビ系テレビアニメ『スカルマン THE SKULL MAN』オープニングテーマ
  - music.jpCMソング[7]
  - ドワンゴ「dwango.jp」CMソング[7]
2. ラン・フリー（スワン・ダンスを君と）
作詞・作曲：甲斐よしひろ、編曲：西村智彦、Chorus Arrange：坂井紀雄
  - フジテレビ系『世界フィギュア2007』イメージソング
3. Sweet Sick Honey
作詞・作曲：TAKESHI、編曲：TAKESHI・久米康隆
4. ひかりのまち（Backing Track）
5. ラン・フリー（スワン・ダンスを君と）（Backing Track）

#### 初回盤A
1. ひかりのまち
2. ラン・フリー（スワン・ダンスを君と）

#### 初回盤B
1. ラン・フリー（スワン・ダンスを君と）
2. ひかりのまち

### DVD

#### 初回盤A
1. ひかりのまち（Video Clip & Making）

#### 初回盤B
1. ラン・フリー（スワン・ダンスを君と）（Video Clip & Making）

## 特典
通常盤（初回プレス分）のみ
- TOKIO ポケットサイズカレンダー 2007/2008[7]

## 映像作品
ラン・フリー（スワン・ダンスを君と）
- OVER/PLUS

Sweet Sick Honey
- OVER/PLUS